# Fluorid titanatý
Fluorid titanatý je anorganická sloučenina s chemickým vzorcem TiF2.

## Příprava
Fluorid titanatý lze připravit za zvýšeného tlaku a při teplotě 700–1400 °C reakcí fluoridu titanitého s titanem:
2 TiF3 + Ti → 3 TiF2

## Vlastnosti
Fluorid titanatý tvoří černé krystaly. Fluorid titanatý krystalizuje v kubické krystalové soustavě, typu struktury fluoritu s prostorovou grupou Fm3m a hranou mřížky a = 3,672 Å.
Při zahřívání fluorid titanatý disproporcionuje:
2 TiF2 → TiF4 + Ti